# Fényi István
Fényi István (Kaplony, 1919. január 10. – Nagykároly, 1994. november 26./1994. szeptember 25.) magyar pedagógus, költő, műfordító.

## Életútja
Már mint a csíkszeredai főgimnázium növendéke szerepelt három diáktársával a Lantos diákévek című kis versantológiában (1939). Verseit közölte A Hírnök, a Termés és a Március is. A kolozsvári egyetem bölcsészkarán magyar-francia szakos tanári oklevelet szerzett; frontszolgálat és hadifogság után 1946-tól nyugdíjazásáig Nagykárolyban a magyar irodalom tanára. Az Utunk és Igaz Szó munkatársa.
Meglehetős késéssel megjelenő első kötete (Tavaszi szőlővessző, 1966) "a szépség rezervátumá"-nak igézetében fogant, s a természet érzelemgazdag, áhítatos tisztelete a költői kismívesség veszélyével járt együtt. További verskötetében (A világ benépesítése, Kolozsvár, 1971) a bukolikus költészettől egy oldottabb lírai kifejezésmódhoz jutott el, felismerte a gondolati költészet lehetőségeit is. Terjedelmesebb, igényes emlékező költeményei (Kantáta egy nemzedékről, Cimbalom utca) ennek a megújulásnak a bizonyítékai.
Fordításában jelentek meg egy-egy kötetben román balladák (1960), Otilia Cazimir gyermekversei (1964), román népdalok (1966); poéma-fordítással szerepelt Mihai Eminescu meseverseinek magyar nyelvű antológiájában (Mesék, 1972).

## Művei
- Tavaszi szőlővessző. Versek; Ifjúsági, Bukarest, 1966
- A világ benépesítése. Versek; Dacia, Kolozsvár, 1971
- Égi város; Pietas Keresztény Kulturális Egyesület, Nagykároly, 1996
- Requiem provincialis. Összegyűjtött versek; Gondozta és a bevezetőt írta Végh Balázs Béla, Kriterion, Kolozsvár, 2019